# Несс, Арне
Арне Декке Эйде Несс (норв. Arne Dekke Eide Næss; 27 января 1912 — 12 января 2009) — крупнейший из норвежских философов XX века, эколог и альпинист.

## Биография
Родился 27 января 1912 года в Осло. Учился в Вене и Париже, окончил Университет Осло и в 27 лет стал самым молодым его профессором. Несс занимался логикой и философией языка.
Первым покорил семитысячник Тирич-Мир (7690 м) в Гиндукуше (Пакистан, 1950). Также известен как дядя альпиниста и бизнесмена Арна Несса-младшего (1937—2004) и младший брат судовладельца Эрлинга Декк Несса (Erling Dekke Næss, 1901—1993).
В 1958 году основал междисциплинарный философский журнал «Inquiry».
Умер 12 января 2009 года в своем доме в Осло. Похоронен на Западном кладбище Осло.

## Философия
Главная философская работа Несса 1950-х гг. называется «Интерпретация и точность» (Interpretation and Preciseness), посвящена проблемам интерпретации языка и развивает работы логика Леонарда Эйлера и семантика Чарльза Кэя Огдена. Несс считается автором концепции глубинной экологии и основателем одноимённого течения.

## Экософия
Концепция «Ecosophy T», в отличие от глубинной экологии, была первоначально названием его личной философии. Несс вообще считал, что каждый человек должен работать над своей собственной философией. Согласно Нессу, все живые существа, будь то человек, животное или овощ, имеют равное право жить и цвести. Фактически самореализация для Несса означает, что, если вы не знаете, как результаты ваших действий затронут других существ, то так действовать нельзя.
Арне Несс был также убеждённым защитником окружающей среды. Он принимал участие во многих природозащитных акциях.